# Peray
Peray – miejscowość i gmina we Francji, w regionie Kraj Loary, w departamencie Sarthe.
Według danych na rok 1990 gminę zamieszkiwało 61 osób, a gęstość zaludnienia wynosiła 25 osób/km² (wśród 1504 gmin Kraju Loary, Peray plasuje się na 1127. miejscu pod względem liczby ludności, natomiast pod względem powierzchni na miejscu 1214.).